# بلاك ووتر (لعبة فيديو)
بلاك ووتر هي لعبة أول شخص مطلق النار وضعتها استوديوهات زومبي والمقررة لإطلاقها في خلال عام 2011، مع لاعب يلعب دور متعاقد في شركة بلاك ووتر في جميع أنحاء العالم. وكشفت لأول مرة عن لعبة في E3 عام 2011، وسيتم استخدام نظام كنيكت. وسيتم نشر اللعبة من خلال شركة 505 للألعاب.